# Tobias Siegert
Tobias Siegert (Norimberga, 26 maggio 1991) è un pilota motociclistico tedesco.

## Carriera
La sua carriera nel mondo del motociclismo è iniziata con le minimoto per passare in seguito alle competizioni del campionato di velocità tedesco della classe 125.
Per quanto riguarda le competizioni del motomondiale ha avuto l'occasione di esordire nella stagione 2007 in cui ha preso il via in due occasioni guidando una Aprilia; in nessuno dei due gran premi è riuscito a raggiungere un piazzamento tale da consentirgli di ottenere punti validi per la classifica iridata.
Stessa sorte l'anno successivo con altre due partecipazioni, sempre nella stessa classe e con la stessa motocicletta, ma senza ottenere punti.
È tornato nel 2009 nuovamente a competere nel campionato di velocità tedesco.

## Risultati nel motomondiale
| 2007 | Classe | Moto    |  |  |    |  |  |    |  |  |  |  |    |  |  |  |  |  |  |  | Punti | Pos. |
| ---- | ------ | ------- |  |  | -- |  |  | -- |  |  |  |  | -- |  |  |  |  |  |  |  | ----- | ---- |
| 2007 | 125    | Aprilia |  |  | 27 |  |  | NP |  |  |  |  | NE |  |  |  |  |  |  |  | 0     |      |

| 2008 | Classe | Moto    |  |  |  |  |     |  |  |  |  |    |    |  |  |  |  |  |  |  | Punti | Pos. |
| ---- | ------ | ------- |  |  |  |  | --- |  |  |  |  | -- | -- |  |  |  |  |  |  |  | ----- | ---- |
| 2008 | 125    | Aprilia |  |  |  |  | Rit |  |  |  |  | 24 | NE |  |  |  |  |  |  |  | 0     |      |

| Legenda | 1º posto        | 2º posto            | 3º posto            | A punti      | Senza punti        | Grassetto – Pole position Corsivo – Giro più veloce |
| Legenda | Gara non valida | Non qual./Non part. | Ritirato/Non class. | Squalificato | '-' Dato non disp. | Grassetto – Pole position Corsivo – Giro più veloce |